# 나이브 뉴 비터스
나이브 뉴 비터스(Naïve New Beaters)는 프랑스의 팝 밴드이다.